# Mittleres Körschtal
Mittleres Körschtal ist ein Landschaftsschutzgebiet mit der Schutzgebietsnummer 1.16.092 im Landkreis Esslingen in Baden-Württemberg.

## Lage und Beschreibung
Das Landschaftsschutzgebiet besteht aus drei Teilflächen und liegt zwischen dem Ostfilderner Stadtteil Kemnat und Denkendorf. Das Schutzgebiet entstand durch Verordnung vom 1. August 1996. Es gehört zm Naturraum 106-Filder innerhalb der naturräumlichen Haupteinheit 10-Schwäbisches Keuper-Lias-Land. Ein kleiner Teil des Gebiets gehört zum FFH-Gebiet 7321-441 Filder. Das Naturschutzgebiet 1.180-Häslachwald grenzt direkt an.

## Schutzzweck
Wesentlicher Schutzzweck ist laut Schutzgebietsverordnung die Erhaltung landschaftsprägender Wiesenauen und Ufergehölze an der Körsch und ihren ehemaligen Mühlkanälen, sowie die Erhaltung der strukturreichen Talhänge, mit ihren Streuobstwiesen, Rainen, Feldgehölzen, Eichenbeständen, Quellen und Wäldern. Schutzzweck ist auch die Erhaltung der zur Körsch fließenden Wiesenbäche mit ihren Feuchtwiesen in den Talmulden, den verbleibenden Quellgebieten einschließlich der umgebenden Feldflur. Damit umfasst das Schutzgebiet eine Vielfalt unterschiedlicher Biotope und landschaftlicher Strukturen. Ihre Erhaltung als Restlebensraum für selten gewordene und bedrohte Tiere und Pflanzen ist von allgemeinem Interesse. Ein weiteres Ziel der Unterschutzstellung ist es, ein wichtiges Naherholungsgebiet im dichtbesiedelten Raum im Südosten Stuttgarts zu erhalten und der fortschreitenden Beeinträchtigung dieses Landschaftsraumes durch Kleinbauten und Einfriedigungen Einhalt zu gebieten.